# DJ Allianz
DJ Allianz e.V. (Eigenschreibweise: DJ ALLIANZ) ist ein eingetragener Berufsverband für Discjockeys mit Sitz in Deutschland und Österreich. Ziel des Verbandes ist die bundesweite Vernetzung von DJs, die Förderung der Aus- und Weiterbildung sowie die Wahrung beruflicher Interessen gegenüber Politik, Wirtschaft und Öffentlichkeit. Die DJ Allianz e.V. versteht sich als moderne Interessenvertretung für mobile Event-DJs, Club-DJs, Hochzeits- und Technik-Dienstleister.

## Geschichte
Die Gründung der DJ Allianz e.V. erfolgte im Jahr 2024 auf Initiative von Stefan Kietz & Oliver Lieder und weiteren Branchenakteuren, die heute auch den ersten und zweiten Vorstand sowie den Beirat stellen. Ziel war es, eine unabhängige Plattform für Wissenstransfer, Austausch und berufliche Interessenvertretung zu schaffen. Die Initiative entstand aus der aktiven DJ-Community rund um den YouTube-Kanal „DJ Allianz“, der bereits seit mehreren Jahren unter dem Namen "DJ Talk" Fachwissen rund ums DJing vermittelt.

## Ziele und Aufgaben
Zu den satzungsgemäßen Zielen des Verbandes gehören:
- Förderung von Aus- und Weiterbildung durch Workshops, Vorträge und Online-Kurse
- Information der Mitglieder über aktuelle Entwicklungen, Regelungen und Standards
- Unterstützung beim Setzen und Erkennen von Markttrends
- Interessenvertretung auf Fachmessen, in Medien und politischen Gremien
- Öffentlichkeitsarbeit zur Verbesserung des Berufsbildes „DJ“
- Förderung regionaler Netzwerke durch Veranstaltungen und Treffen
- Organisation gemeinsamer Werbeaktionen und Einkaufsvorteile

## Mitgliedschaft
Die DJ Allianz e.V. zählt über 350 Mitglieder (Stand: 2025), darunter mobile Event-DJs, Club-DJs und weitere Akteure aus der DJ-Kultur. Mitglied werden können sowohl Einzelpersonen als auch Unternehmen.

## Aktivitäten
Der DJ Allianz e.V. engagiert sich aktiv in der DJ-Community durch eine Reihe von Veranstaltungen und Initiativen. Dazu gehören die regionalen DJ-Treffen, bekannt als "DJ CROSSFADE" oder einfach "CROSSFADE". Diese Treffen dienen dem Networking, der Vorstellung neuer Technologien und Software für DJs sowie dem Erfahrungsaustausch. Solche Veranstaltungen finden in verschiedenen Regionen statt, darunter Niedersachsen (Buchholz), Bayern (Aschheim), Mecklenburg-Vorpommern (Tarnow), Bremen und Brandenburg (Bernau).
Der Verband bietet zudem praktische Workshops und Seminare an, um die Fähigkeiten der DJs zu fördern. Beispiele hierfür sind der "Lichtsteuerung & DMX Einsteiger Workshop für mobile DJs" und der "Workshop: Mixing Basics – Der Einstieg in sauberes DJ-Mixing". Diese Workshops werden oft in Zusammenarbeit mit Partnern wie Pro Lighting durchgeführt.
Der DJ Allianz e.V. ist auch auf wichtigen Branchenmessen präsent. So hatte der Verband eine erfolgreiche Präsenz auf der Prolight + Sound 2025 in Frankfurt am Main, insbesondere im neuen Bereich "MusicOneX". Der Verband fördert auch die Teilnahme an großen Branchenfestivals, wie dem Reeperbahn Festival in Hamburg.
Im digitalen Bereich veröffentlicht der Verband regelmäßig "DJ News", "Verbandsnews" und "Musik News" auf seiner Website. Zudem werden Updates zu DJ-Software (z.B. Algoriddim djay, Serato DJ) und Informationen zum "TRACK RADAR" bereitgestellt. Eine weitere, sehr beliebte Informationsquelle ist der wöchentlich erscheinende Podcast "HOTCUE", in dem Themen aus dem DJ Alltag besprochen werden.
Das breite Spektrum dieser Aktivitäten – von lokalen Treffen und spezialisierten Workshops bis hin zu Messeauftritten und einer starken Online-Präsenz – zeigt einen umfassenden Ansatz zur Mitgliederbindung und zur Etablierung des Verbandes in der Branche. Diese vielseitige Strategie dient nicht nur der direkten Unterstützung bestehender Mitglieder, sondern trägt auch dazu bei, das professionelle Ansehen von DJs zu stärken und den Verband als zentrale Instanz in der deutschen DJ-Branche zu positionieren. Dies ist entscheidend, um neue Mitglieder zu gewinnen und den Einfluss des Verbandes nachhaltig zu festigen.

## Fachmesse CUEPOINT.DJ
Die CUEPOINT.DJ wird als DJ-Messe beschrieben und ist als Branchenevent angelegt. Die erste CUEPOINT.DJ Messe ist für den 11. und 12. Januar 2026 terminiert. Sie wird im Kongress Palais Kassel stattfinden.